# ريتشارد كيل
ريتشارد كيل (بالإنجليزية: Richard Kell)‏ هو لاعب كرة قدم بريطاني، ولد في 15 سبتمبر 1979 في بيشوب أوكلاند ‏ في المملكة المتحدة. لعب مع سكونثورب يونايتد ولينكولن سيتي أف سي ونادي بارنسلي ونادي توركي يونايتد ونادي سكاربورو ونادي ميدلزبره.

## وصلات خارجية
- ريتشارد كيل على موقع قاعدة بيانات كرة القدم.إي يو (الإنجليزية)